# Amstel Gold Race 2014
De 49e editie van de wielerwedstrijd Amstel Gold Race werd gehouden op 20 april 2014. De wedstrijd maakte deel uit van de UCI World Tour 2014. De wedstrijd werd gewonnen door Philippe Gilbert, die solo over de finish kwam, gevolgd door Jelle Vanendert. De sprint voor de derde plaats werd gewonnen door Simon Gerrans.

## Deelnemende ploegen
| 18 UCI World Tour-ploegen | 18 UCI World Tour-ploegen | 18 UCI World Tour-ploegen | 6 wildcards                 |
| ------------------------- | ------------------------- | ------------------------- | --------------------------- |
| AG2R La Mondiale          | FDJ.fr                    | Movistar                  | Androni Giocattoli          |
| Astana                    | Garmin Sharp              | Omega Pharma-Quick-Step   | CCC Polsat Polkowice        |
| Belkin                    | Giant-Shimano             | Orica-GreenEdge           | IAM Cycling                 |
| BMC Racing Team           | Lampre-Merida             | Sky ProCycling            | Topsport Vlaanderen-Baloise |
| Cannondale                | Lotto-Belisol             | Tinkoff-Saxo              | Wanty-Groupe Gobert         |
| Europcar                  | Katjoesja                 | Trek Factory Racing       | Bardiani CSF                |
|                           |                           |                           |                             |

## Rituitslag
| Amstel Gold Race 2014 |                    |                         |          |
| Plaats                | Naam               | Ploeg                   | Tijd     |
| Winnaar               | Philippe Gilbert   | BMC Racing Team         | 6u25'57" |
| 2                     | Jelle Vanendert    | Lotto-Belisol           | +5"      |
| 3                     | Simon Gerrans      | Orica-GreenEdge         | +6"      |
| 4                     | Alejandro Valverde | Team Movistar           | z.t.     |
| 5                     | Michał Kwiatkowski | Omega Pharma-Quick-Step | z.t.     |
| 6                     | Simon Geschke      | Giant-Shimano           | +10"     |
| 7                     | Bauke Mollema      | Belkin                  | z.t.     |
| 8                     | Enrico Gasparotto  | Astana Pro Team         | z.t.     |
| 9                     | Daniel Moreno      | Team Katjoesja          | z.t.     |
| 10                    | Yukiya Arashiro    | Team Europcar           | +12"     |
| 11                    | Björn Leukemans    | Wanty-Groupe Gobert     | z.t.     |
| 12                    | Michael Matthews   | Orica-GreenEdge         | z.t.     |
| 13                    | Davide Rebellin    | CCC Polsat Polkowice    | z.t.     |
| 14                    | Fabian Wegmann     | Garmin Sharp            | z.t.     |
| 15                    | Anthony Roux       | FDJ.fr                  | z.t.     |
| 16                    | Giampaolo Caruso   | Team Katjoesja          | z.t.     |
| 17                    | Rui Costa          | Lampre-Merida           | z.t.     |
| 18                    | Roman Kreuziger    | Tinkoff-Saxo            | z.t.     |
| 19                    | Aleksandr Kolobnev | Team Katjoesja          | +21"     |
| 20                    | Tom Dumoulin       | Giant-Shimano           | z.t.     |

## UCI World Tour
In deze Amstel Gold Race waren punten te verdienen voor de ranking in de UCI World Tour 2014. Enkel renners die uitkomen voor een WorldTour-ploeg, maakten aanspraak om punten te verdienen.
| #  | Renner             | Ploeg                   | Punten |
| -- | ------------------ | ----------------------- | ------ |
| 1  | Philippe Gilbert   | BMC Racing Team         | 80     |
| 2  | Jelle Vanendert    | Lotto-Belisol           | 60     |
| 3  | Simon Gerrans      | Orica-GreenEDGE         | 50     |
| 4  | Alejandro Valverde | Team Movistar           | 40     |
| 5  | Michał Kwiatkowski | Omega Pharma-Quick-Step | 30     |
| 6  | Simon Geschke      | Giant-Shimano           | 22     |
| 7  | Bauke Mollema      | Belkin                  | 14     |
| 8  | Enrico Gasparotto  | Astana                  | 10     |
| 9  | Daniel Moreno      | Katjoesja               | 6      |
| 10 | Yukiya Arashiro    | Team Europcar           | 2      |

1966 · 1967 · 1968 · 1969 · 1970 · 1971 · 1972 · 1973 · 1974 · 1975 · 1976 · 1977 · 1978 · 1979 · 1980 · 1981 · 1982 · 1983 · 1984 · 1985 · 1986 · 1987 · 1988 · 1989 · 1990 · 1991 · 1992 · 1993 · 1994 · 1995 · 1996 · 1997 · 1998 · 1999 · 2000 · 2001 · 2002 · 2003 · 2004 · 2005 · 2006 · 2007 · 2008 · 2009 · 2010 · 2011 · 2012 · 2013 · 2014 · 2015 · 2016 · 2017 · 2018 · 2019 · 2020 · 2021 · 2022 · 2023 · 2024

Lijst van beklimmingen
 Tour Down Under · 
 Parijs-Nice · 
 Tirreno-Adriatico · 
 Milaan-San Remo · 
 Ronde van Catalonië · 
 E3 Harelbeke · 
 Gent-Wevelgem · 
 Ronde van Vlaanderen · 
 Ronde van het Baskenland · 
 Parijs-Roubaix · 
 Amstel Gold Race · 
 Waalse Pijl · 
 Luik-Bastenaken-Luik · 
 Ronde van Romandië · 
 Ronde van Italië · 
 Critérium du Dauphiné · 
 Ronde van Zwitserland · 
 Ronde van Frankrijk · 
 Clásica San Sebastián · 
 Ronde van Polen · 
  Eneco Tour · 
 Ronde van Spanje · 
 Vattenfall Cyclassics · 
 GP Ouest France-Plouay · 
 Grote Prijs van Quebec · 
 Grote Prijs van Montreal · 
 UCI Ploegentijdrit · 
 Ronde van Lombardije · 
 Ronde van Peking